# James Maloney
James O'Hara Maloney (ur. 29 kwietnia 1915 w St. Joseph, zm. 4 lutego 2010 w Lawrence) – amerykański inżynier chemik, w latach 1945–1985 wykładowca Uniwersytetu Kansas. Członek Amerykańskiego Towarzystwa Chemicznego i innych organizacji branżowych. Redaktor kilku wydań Perry's Chemical Engineers' Handbook, monumentalnego zbioru wiedzy z dziedziny. Jego prace naukowe dotyczyły problemów takich jak: absorpcja gazów, produkcja ciężkiej wody oraz promieniowanie i konwekcja cieplna. W ramach programu Fulbrighta prowadził wykłady w Aleksandrii, Neapolu, Atenach i Gwangju.

## Życiorys
Pierwszą pracę naukową, dotyczącą ekstrakcji rozpuszczalników, opublikował jeszcze podczas studiów, które odbywał na Uniwersytecie Illinois, a następnie na Uniwersytecie Stanowym Pennsylwanii, gdzie doktoryzował się w roku 1941. W tym samym roku rozpoczął pracę w dziale technicznym firmy DuPont. W czasie II wojny światowej brał ponadto udział w projekcie Manhattan. 
Rozpoczynając pracę na Uniwersytecie Kansas, objął kierownictwo katedry inżynierii chemicznej, która w ciągu kilku lat uzyskała prawa nadawania tytułu doktora. Jako wykładowca uniwersytecki brał udział w zajęciach dydaktycznych jako słuchacz, korzystając m.in. z kursów historii myśli politycznej i kultury średniowiecza. Z prowadzenia katedry zrezygnował po 19 latach, pozostając pracownikiem uczelni. Po przejściu na emeryturę zajął się spisywaniem dziejów swojej katedry.

## Życie prywatne
Miał troje dzieci. Po śmierci pierwszej żony, Dorothy, ożenił się ponownie z Sarah, którą owdowił. Był zapalonym tenisistą, a w młodości juniorskim mistrzem Kansas City.